# Owatonna
Owatonna és una població dels Estats Units a l'estat de Minnesota. Segons el cens del 2000 tenia 24.533 habitants.

## Demografia
Segons el cens del 2000, Owatonna tenia 22.434 habitants, 8.704 habitatges, i 5.936 famílies. La densitat de població era de 687,4 habitants per km².
Dels 8.704 habitatges en un 35,4% hi vivien nens de menys de 18 anys, en un 56,5% hi vivien parelles casades, en un 8,4% dones solteres, i en un 31,8% no eren unitats familiars. En el 26,6% dels habitatges hi vivien persones soles el 10,5% de les quals corresponia a persones de 65 anys o més que vivien soles. El nombre mitjà de persones vivint en cada habitatge era de 2,52 i el nombre mitjà de persones que vivien en cada família era de 3,08.
Per edats la població es repartia de la següent manera: un 28,1% tenia menys de 18 anys, un 8,4% entre 18 i 24, un 29,8% entre 25 i 44, un 20,8% de 45 a 60 i un 12,9% 65 anys o més.
L'edat mediana era de 35 anys. Per cada 100 dones de 18 o més anys hi havia 90,5 homes.
La renda mediana per habitatge era de 45.660 $ i la renda mediana per família de 54.883 $. Els homes tenien una renda mediana de 37.691 $ mentre que les dones 25.511 $. La renda per capita de la població era de 20.513 $. Entorn del 4,3% de les famílies i el 6,6% de la població estaven per davall del llindar de pobresa.

## Poblacions més properes
El següent diagrama mostra les poblacions més properes.